# Samuel Anders

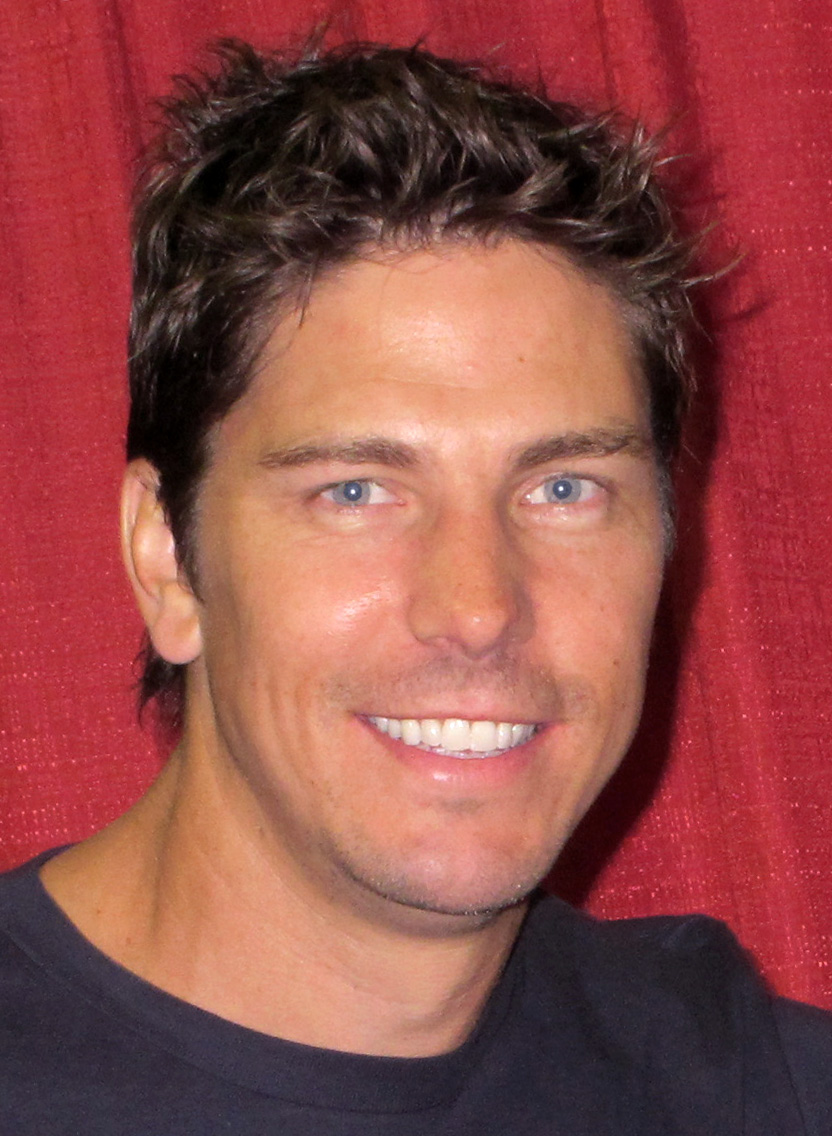
Samuel Anders, gespeeld door Michael Trucco.

Samuel Anders is een personage uit de herwerkte televisieserie Battlestar Galactica. Hij wordt na de aanval op de twaalf kolonies verzetsleider op Caprica. De rol werd vertolkt door acteur Michael Trucco.

## Biografie
Anders is een van de Final Five Cylons. Hij leefde net zoals de andere vier Final Five Cylons op de originele Aarde tweeduizend jaar voor de destructie van de twaalf kolonies. Hij werkte aan de heropstandingstechnologie, een technologie die de mogelijkheid biedt aan Cylons om herboren of gedownload te worden in een nieuw lichaam na de dood. Toen de originele Aarde verwoest werd door een nucleaire oorlog, konden de Final Five zich redden door zich te downloaden met behulp van de heropstandingstechnologie die ze ontwikkeld hadden en geïnstalleerd was op een schip dat nabij de planeet lag.
Later creëren Anders en de vier anderen acht nieuwe modellen humanoïde Cylons met meerdere kopieën van elk model. Het eerste model, gekend als Cavil is erg ontevreden over zijn naar eigen zeggen imperfecte menselijk lichaam en begint zowel de mensheid als zijn "ouders" te haten. Nadat hij eerst het zevende model voorgoed uitschakelt omdat hij het een te zwak en te menselijk model vond, besluit hij om de Final Five offline te nemen en hun bewustzijn op te slaan. Later downloadt hij de vijf in een nieuw lichaam, maar zorgt ervoor dat ze zich niet meer bewust zijn van hun Cylonidentiteit en dropt hen op Caprica om te leven tussen de kolonisten.
Anders is voor de aanval een sportman op Caprica die actief is in de piramide, een populaire sport op Caprica. In zijn team zit onder meer een Simon, een undercover Cylonkopie. Na de aanval op de twaalf kolonies overleeft hij en begint met de overlevende een verzetsgroep op Caprica tegen de Cylons. Zijn organisatie wordt niet alleen geïnfiltreerd door de Cylon Simon, maar ook door een Cavil.
Als hij een aanslag pleegt op een gebouw dat dienstdoet als ontmoetingsplaats van vele Cylons, loopt het mis en raakt hij bedolven onder de brokstukken in de kelder van het gebouw, opgesloten met Boomer, Caprica Six en Number Three. Boomer en Caprica Six besluiten de Number Three om te brengen en Anders te laten gaan. Ondanks Boomer later weer partij kiest voor de Cylons zijn op dat moment Boomer en Caprica Six ervan overtuigd dat de vernietiging van de mensheid een fout was, wat later tot de burgeroorlog leidde tussen de Cylons.
Als later Starbuck en Helo strandden op Caprica, worden ze lid van Anders' verzetsgroep, waar Anders en Starbuck een seksuele relatie beginnen. Intussen heeft de Cavil in de verzetsgroep begrepen dat de aanval op de twaalf kolonies een vergissing was en wanneer Starbuck, Helo en Athena kunnen ontsnappen van Caprica reist hij met ze mee naar de Galactica om de mensheid een voorstel tot wapenstilstand te doen. Daar wordt hij meteen herkend als Cylon en wordt samen met zijn kopie Brother Cavil op Galactica geëxecuteerd. Later wordt Anders en zijn verzetsgroep met een reddingsactie onder leiding van Starbuck bevrijd van Caprica en naar de vloot gebracht.
Op Galactica wordt hij gevechtspiloot. Tijdens een Cylonaanval scant een van de Cylon raiders Anders waarop zijn iris even rood oplicht omdat hij een van de Final Five Cylons is. Daarom breken de Cylon raiders de aanval af. De vloot weet echter niet wat er gaande is, maar is dankbaar omdat de raiders om een voor hen onaanwijsbare reden de aanval afbreken.
Op New Caprica hebben Starbuck en Apollo een aangename avond, maar als Apollo 's morgens wakker wordt, is Starbuck verdwenen. Als hij aankomt in het dorp krijgt hij te horen dat Starbuck en Anders onverwacht getrouwd zijn, wat Apollo in verwarring brengt. Hij huwt uiteindelijk Dee. Na de bevrijding wordt Anders een van de "rechters" die moeten oordelen over de collaborateurs op New Caprica, aangezien hij daar verzetslid was. Hij ziet dat algauw niet meer zitten en zijn plaats wordt ingenomen door zijn vrouw Starbuck.
Tijdens de coup van Felix Gaeta en Tom Zarek wordt hij levensgevaarlijk gewond. Tijdens zijn revalidatie herinnert hij zich de tijd op de originele Aarde tweeduizend jaar geleden. De andere Cylons luisteren gepassioneerd naar hem, maar Dokter Cottle waarschuwt voor een terugval wat ook gebeurd.
Zijn toestand gaat achteruit en uiteindelijk ziet Starbuck geen andere mogelijkheid dan hem aan te sluiten op de scheepscomputer, net zoals de Cylon hybride. Nadat de tweede Aarde wordt gevonden en de overblijvende mensen en overblijvende rebellerende Cylons beslissen zich er te vestigen, besluit Anders nadat er geen hoop meer voor hem is, zichzelf en de schepen van de vloot te sturen in de zon, zodat de vijandige Cylons niet meer kunnen detecteren waar de mensheid verblijft. Nadat het ook duidelijk is dat zijn vrouw Starbuck alleen tijdelijk is teruggehaald uit de dood om haar opdracht te vervullen, zegt hij tegen haar: ik zie je aan de overkant.